# 1 до н. е.
Рік 1 до н. е. був звичайним роком, що починався з п'ятниці або суботи за Юліанським календарем (джерела відрізняються, за більш детальною інформацією див. про помилку високосного року) і був високосним роком, що починався з четверга за пролептичним юліанським календарем . Він також був високосним роком, що починався з суботи, за пролептичним григоріанським календарем. А ті часи він був відомий як Рік консульства Лентули і Пізона (або, менш часто, рік 753 від закладення міста Рим). Деномінація 1 до н. е. для позначення цього року, почала існувати із часів раннього середньовіччя, коли для нумерації років в Європі стала популярною календарна ера Anno Domini. Цей рік заведено позначати 1 роком до н. е. у широко використовуваному Юліанському календарі, який не має «нульового року».

## Події
- Косс Корнелій Лентул обраний консулом (разом з Луцієм Кальпурнієм Пізоном)
- Авл Плавцій призначається консулом-суфектом (разом з Авлом Цециною Севером)
- Гай Юлій Цезар Віпсаніан одружився з Юлією Лівією, небогою імператора Октавіана Августа, отримавши проконсульський імперій та вирушив на Схід, де насувалася війна із Парфією, яка захопила Вірменію.
- Лю Цзіцзі з династії Хань стає імператором Китаю під ім'ям Пін-ді

## Народились
- Ісус Христос — засновник християнства.
- Павло Фабій Персік — консул Римської імперії.
- Сервій Азіній Целер — консул Римської імперії та друг імператора Клавдія.

#### Релігія
- За припущенням це рік народження Ісуса Христа, в Християнській релігії, який був зачатий 25 березня, а датою народження кого є 25 грудня, як зазначав Діонісій Малий; на думку багатьох вчений Діонісій використовував слово «інкарнація» (втілення), але остаточно не відомо що це означало, зачаття чи народження.[1][2] Існує принаймні одна думка, що Діонісій зазначив датою інкарнації Ісуса наступний рік, 1 рік н. е..[1][2] Більшість сучасних вчених не вважають свідчення Діонісія авторитетними, і самі оцінюють цю дату, як таку що відбулася на декілька років раніше.[3]

## Померли
- Лю Сінь — імператор династії Хань у 7—1 роках до н. е. (храмове ім'я Ай-ді).